# 哈德瑟爾島
68°32′44″N 14°42′03″E / 68.5455°N 14.7009°E

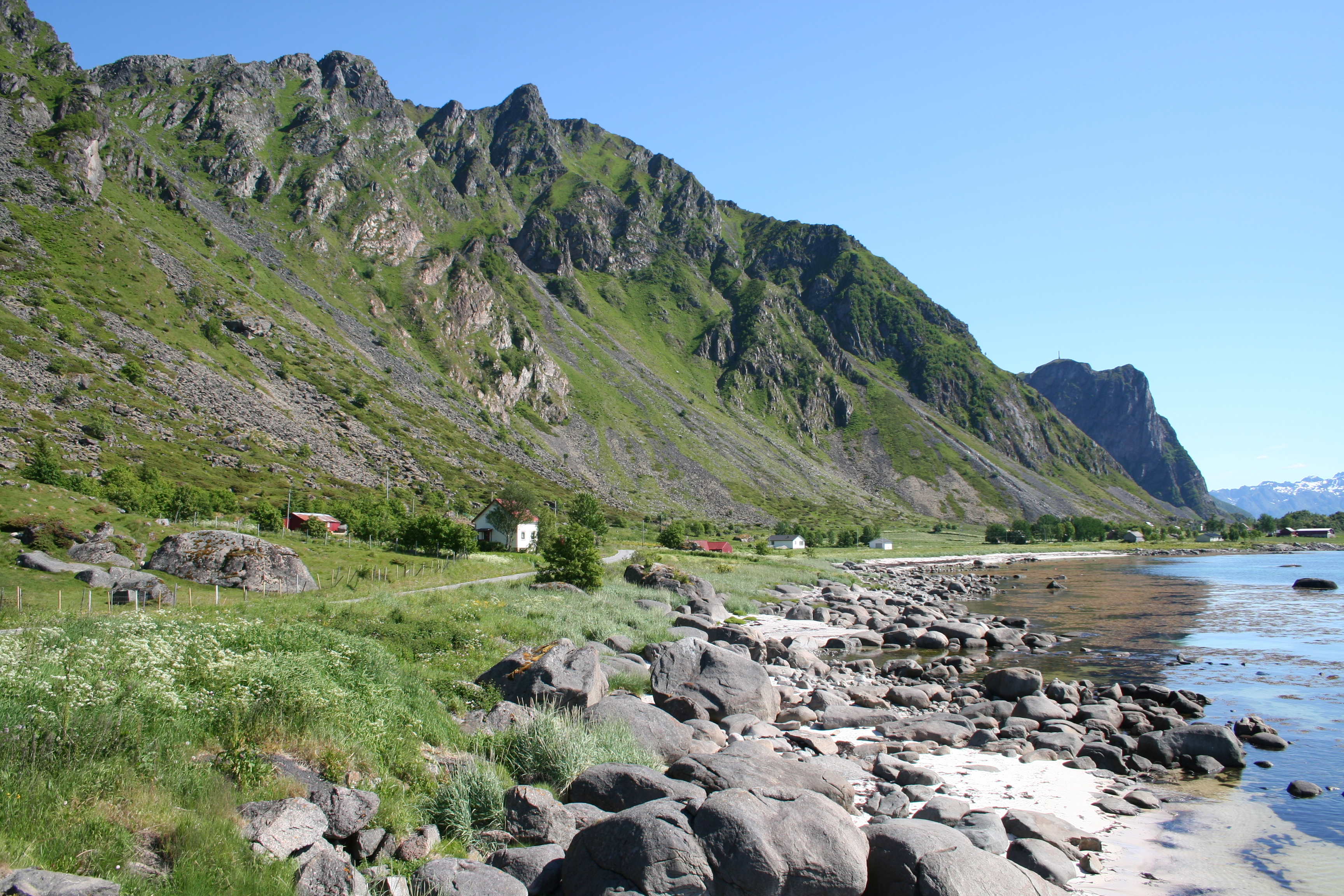

哈德瑟爾島是挪威的島嶼，位於挪威海，由諾爾蘭郡負責管轄，長16公里、寬10公里，面積102平方公里，最高點海拔高度657米，斯托克馬克內斯位於該國北岸，人口5,369。